# Bambi (personaj)
Bambi este un personaj fictiv din filmul de animație Bambi, realizat de studiourile Disney în anul 1942.